# Into the Mirror Live
Into the Mirror Live/Black Reflections es un extended play promocional de la banda estadounidense de heavy metal Sanctuary, publicado en 1990 por Epic Records. Su grabación se realizó el 12 de mayo de 1990 en The Country Club de Reseda, Estados Unidos, durante la gira promocional de Into the Mirror Black.
Aproximadamente 1000 copias fueron hechas, pero solo la mitad fueron distribuidas en las estaciones de radio y en las tiendas de discos. Como consecuencia de los problemas entre la banda y el sello Epic, las quinientas copias restantes fueron destruidas y la idea original de un álbum en vivo se descartó. En 1992 las canciones del EP se incluyeron en un disco dos por uno no oficial junto con el álbum Metal from Hell de la banda estadounidense Satan's Host.

## Lista de canciones
| N.º | Título                              | Escritor(es)                    | Duración |  |
| 1.  | «Future Tense» (versión de estudio) | Dane, Rutledge, Blosl, Sheppard | 5:06     |  |
| 2.  | «Long Since Dark»                   | Dane, Rutledge                  | 5:04     |  |
| 3.  | «Battle Angels»                     | Dane, Blosl                     | 4:38     |  |
| 4.  | «One More Murder»                   | Dane, Rutledge                  | 4:16     |  |
| 5.  | «White Rabbit»                      | Grace Slick                     | 5:38     |  |
| 6.  | «Taste Revenge»                     | Dane, Rutledge                  | 4:55     |  |

## Músicos
- Warrel Dane: voz
- Lenny Rutledge: guitarra eléctrica
- Sean Blosl: guitarra eléctrica
- Jim Sheppard: bajo
- Dave Budbill: batería